# Loibl-hágó
A Loibl-hágó (németül: Loiblpass, szlovénül: Podljubelj) alpesi hágó 1366–1370 méteres tengerszint feletti magasságban, a szlovén–osztrák határon. A hágó a római kor óta jelentős távolsági közlekedési kapcsolatot biztosít Észak- és Dél-Európa között, s Klagenfurt számára az újkori felemelkedést segítette elő.

## Osztrák útvonal a hágóhoz
A Loiblpass-Straße (B91 / E652) tartományi és Európa-út, amely Karintia székhelyének (Klagenfurt) közigazgatási határától a Rosentalon és a Loibltalon át, 24,5 kilométer után, a Loibl-alagútnál éri el Szlovénia határát. Az útvonal közben a Hollenburgi hídnál átszeli a Dráva medrén létesített Ferlacher Stausee-t (Ferlachi-víztározót).
A B91-es jelzés az útvonal 2002 előtti Bundesstraße besorolására utal, de mivel az út annak műszaki jellemzőivel nem mindenhol rendelkezett, ekkor tartományi kompetenciába került át. Mivel a korábbiakban L91 jelzéssel egy vorarlbergi útszakaszt jelöltek, ezért ezt a jelzést nem akarták áthozni. A Loiblpass-Straße elnevezését a Loibl-hágóról nyerte, amelyet a szlovén határon levő Loibl-alagút 1967 évi megnyitása előtt nemigen használtak.
A Loibl-út Bundesstraße besorolását a parlament 1921. július 8-i törvényével kapta és 1938-ig B34-es számú közútként jelölték, az Anschlusst követően 1945-ig pedig Reichstraße 333 jelzéssel szerepelt.
2008. október 11-én éjjel 1:15-kor a Klagenfurttól délre levő Lambichl közelében levő útszakaszon vesztette életét közlekedési balesetben Jörg Haider.
Mivel a hágó Klagenfurttól pontosan délre van, a B91-es főútvonal kezdetben a Rosental felé vezető vasútvonal mellett halad.

### Látnivalók az út mentén
- Viktring: (A magát „Zöld ékszer”-nek nevező falu üdülőhely; cisztercita kolostorát 1142-ben alapították (háromhajós román bazilika, patkó alakú vizesárok és park övezi). A templomban értékes 14–16. századi üvegfestmények. Itt született a „karintiai dalfejedelem”, Thomas Koschat. Viktring utak csomópontja is: a vasútvonal a Dráva völgyében – a Rosentalba – tart s utak ágazódnak el innen nyugat felé is.
- Maria Rain: A Loibl-hágó irányába vezető út mentén fekvő középkori eredetű búcsújáróhely (kéttornyú, gótikus templom, részben barokk berendezéssel, szép kegytemplom).
- Hollenburg-kastély: A 12. században alapították, mai formájára a 16. században építették át. A dél-karintiai várrendszer fontos pillére volt, mai muzeális gyűjteménye jelentős.
- Kirschentheuer: Itt az út három felé ágazik. A nyugati út a Rosentalnak nevezett Dráva-szakasz felé, a keleti út az alig 3 km-re levő Ferlach (Ausztria legdélibb városi települése) felé halad. Fegyvergyártása világhírű. (A 16. században flamand-vallon fegyverkovácsok telepedtek ide.)
- St. Margarethen: Szép kilátópontokban gazdag hegyi üdülőfalu a Zell völgyében, fölötte a 2142 m-es Zell-Pfarre alpesi üdülőhely (a Koschuta-csúcs: 2085 m).
- Unterbergen: A Karavankák vonulatai közé – a Dráva és a Száva vízválasztójára – 500 méteres magasságban Unterbergen községnél lép be az út, innen kezdve erősen emelkedik, kanyarog, a 18. századbeli útépítési technika vívmánya (ma már korszerűsítve). Balról a Koschuta vonulata, jobbról a Bodental csúcsai.
- Tscheppa-szurdok (Tscheppaschlucht): A Loibl-patak millió éven át a sziklába berágva magát, kialakította a Tscheppa-szurdokot. Ezen manapság egy Unterloiblból kiinduló keskeny ösvény és híd vezet át a legkedveltebb kirándulócélponthoz, a „Gasthof Deutsche Peter” fogadóhoz. Az ösvény végén, a „Teufelsbrücke” (Ördöghíd, 717 m), amely a Tscheppaschlucht lejtőiről alázuhanó Bodeya patak fölött ível. Szakértők szerint ez a Karavankák legszebb völgye, 20-30 méter magas vízesésekkel, köztük a 26 méter magas Tschaukofall-lal. A települések évszázadosak, mivel a hágó – már a kiépítése előtt, sőt az ókortól gyalogos közlekedéssel is – igen fontos átjáró volt. Az út a Loibl-patak völgyében halad, néhol 18-28%-os emelkedői vannak.
- Deutscher Peter és VI. Károly: A Kis Loibl (Sapotnica) hágó közelében elágazik az út Windisch Bleiberg és Bodental felé. Úgy tartják, VI. Károly császárt 1728. augusztus 25-én a Loibl-hágón át vezető útja során egy vendégfogadóban otthonosan fogadták. És amikor érdeklődni kezdett az ottaniak életkörülményei felől, akik vend (winddisch) nyelven válaszoltak, amit viszont a császár nem értett meg. Az egyetlen ember, Peter Tschauko, a vendégfogadó gazdája volt, aki tudott németül is. A császár, aki meg volt elégedve vendéglátóival, a tulajdonost Deutscher Peter-nek nevezte el. Ez az elnevezés aztán, a fogadós legidősebb fián keresztül, aki szintén Peter volt, átkerült magára a fogadóra is.

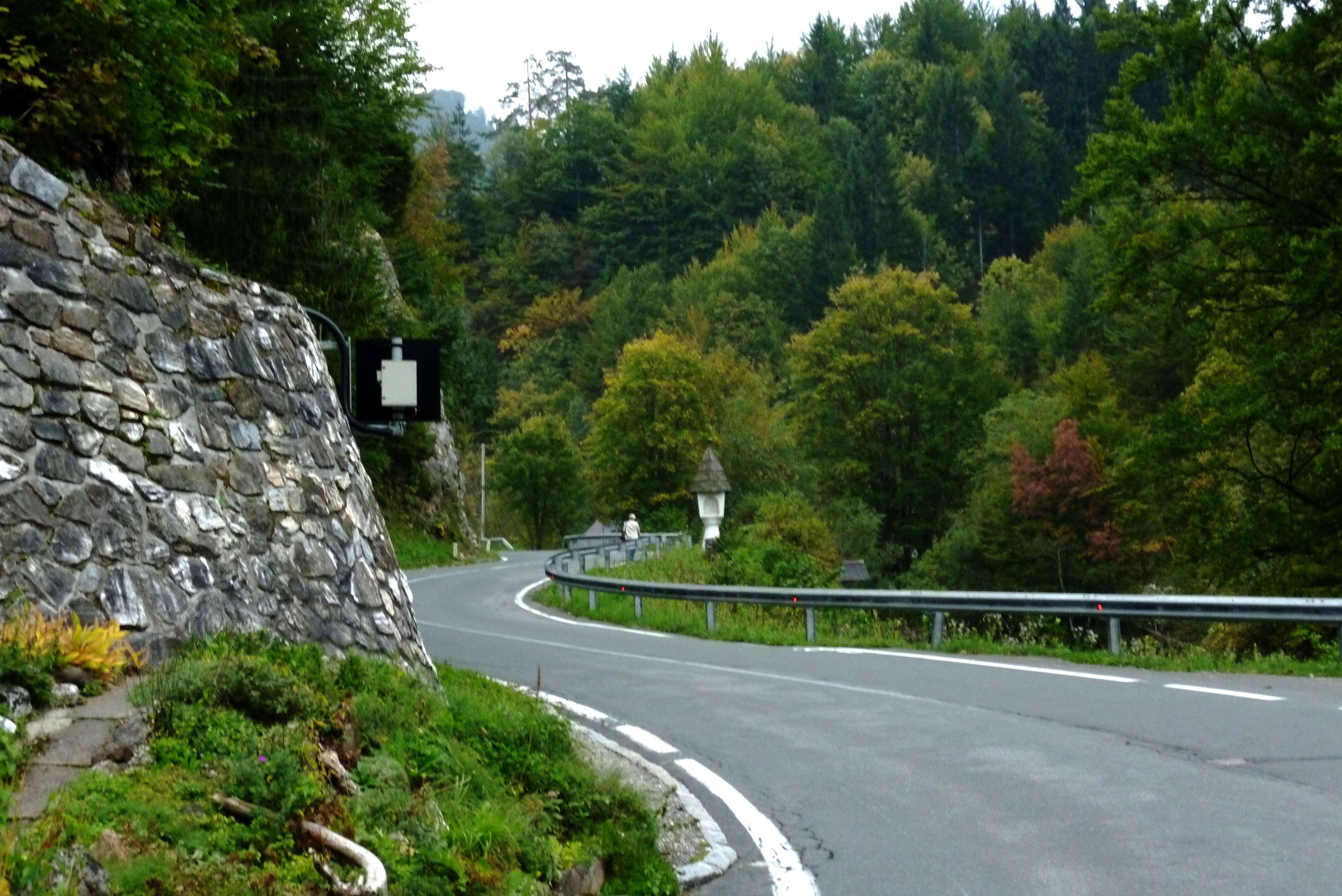
A Loibl-hágó (Kis Loibl)
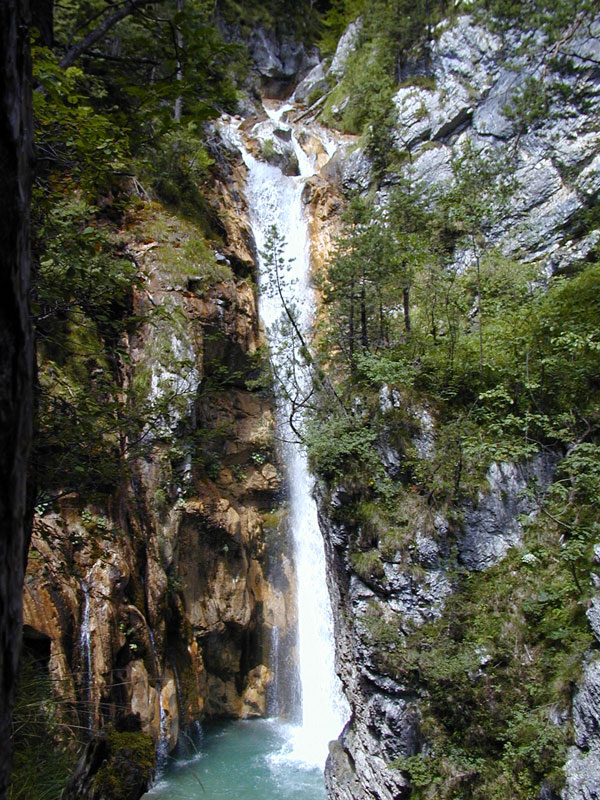
A Loibl-hágó: Tschauko-vízesés
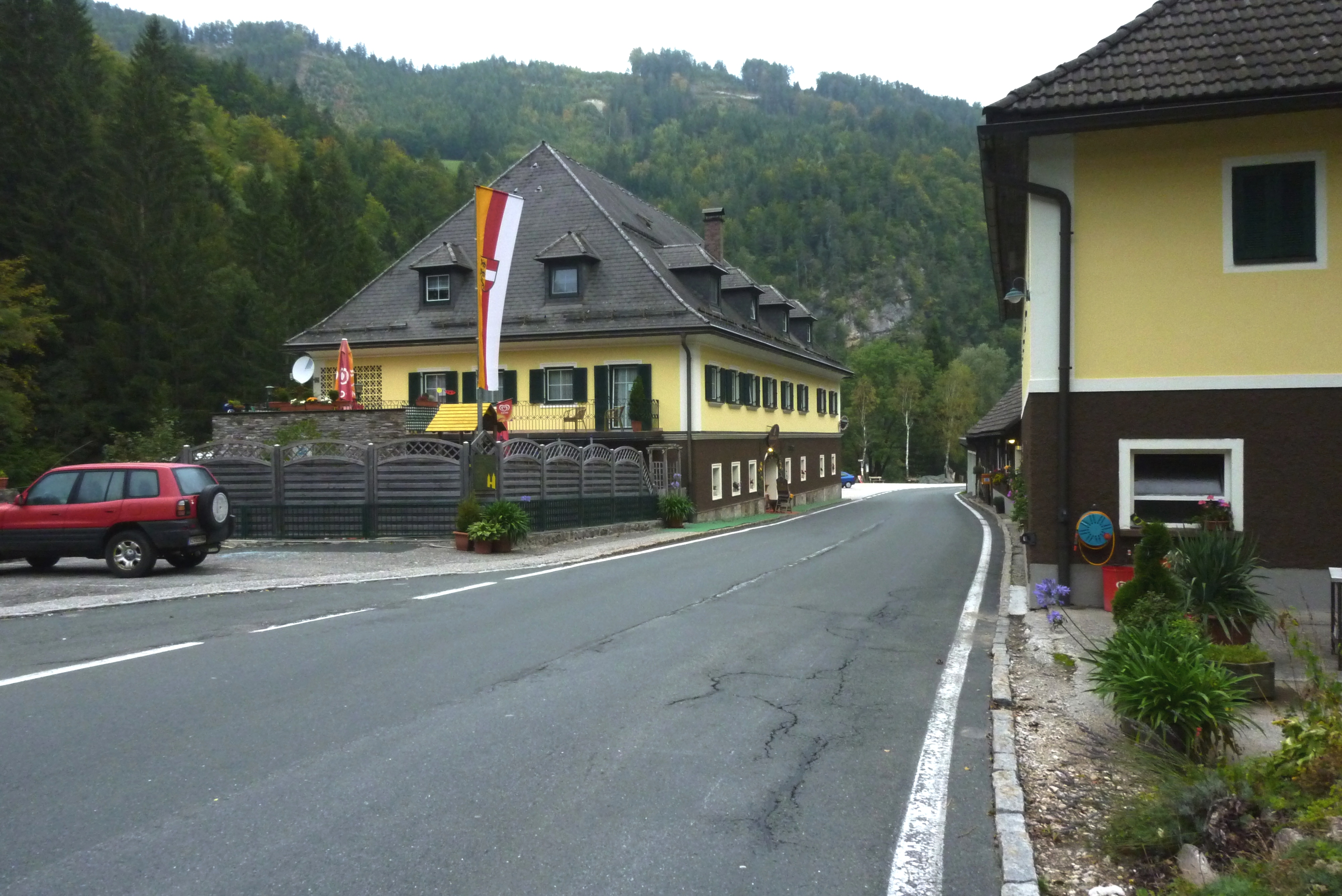
A Loibl-hágó: Deutscher Peter fogadó
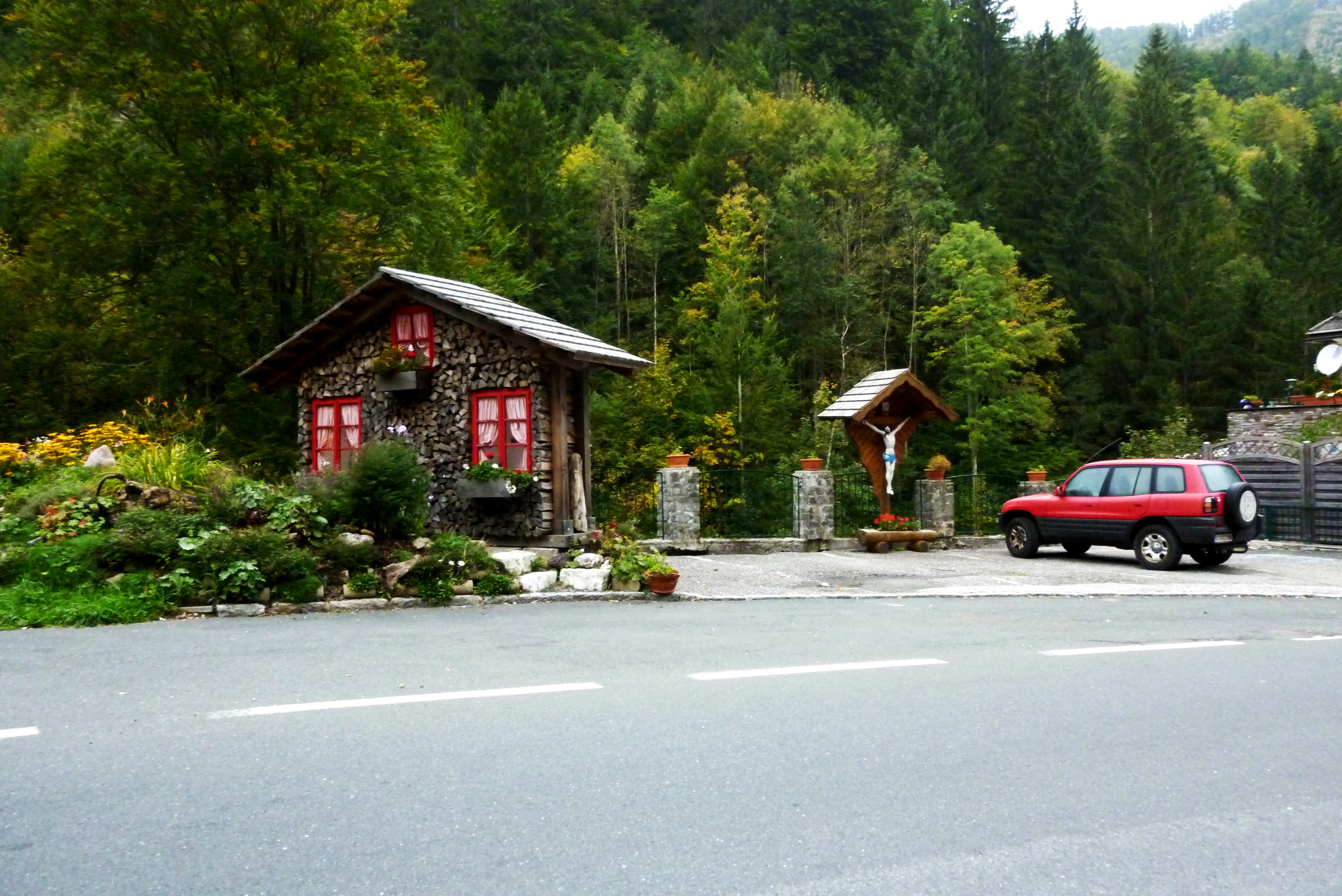
A Loibl-hágó: Deutscher Peter fogadó
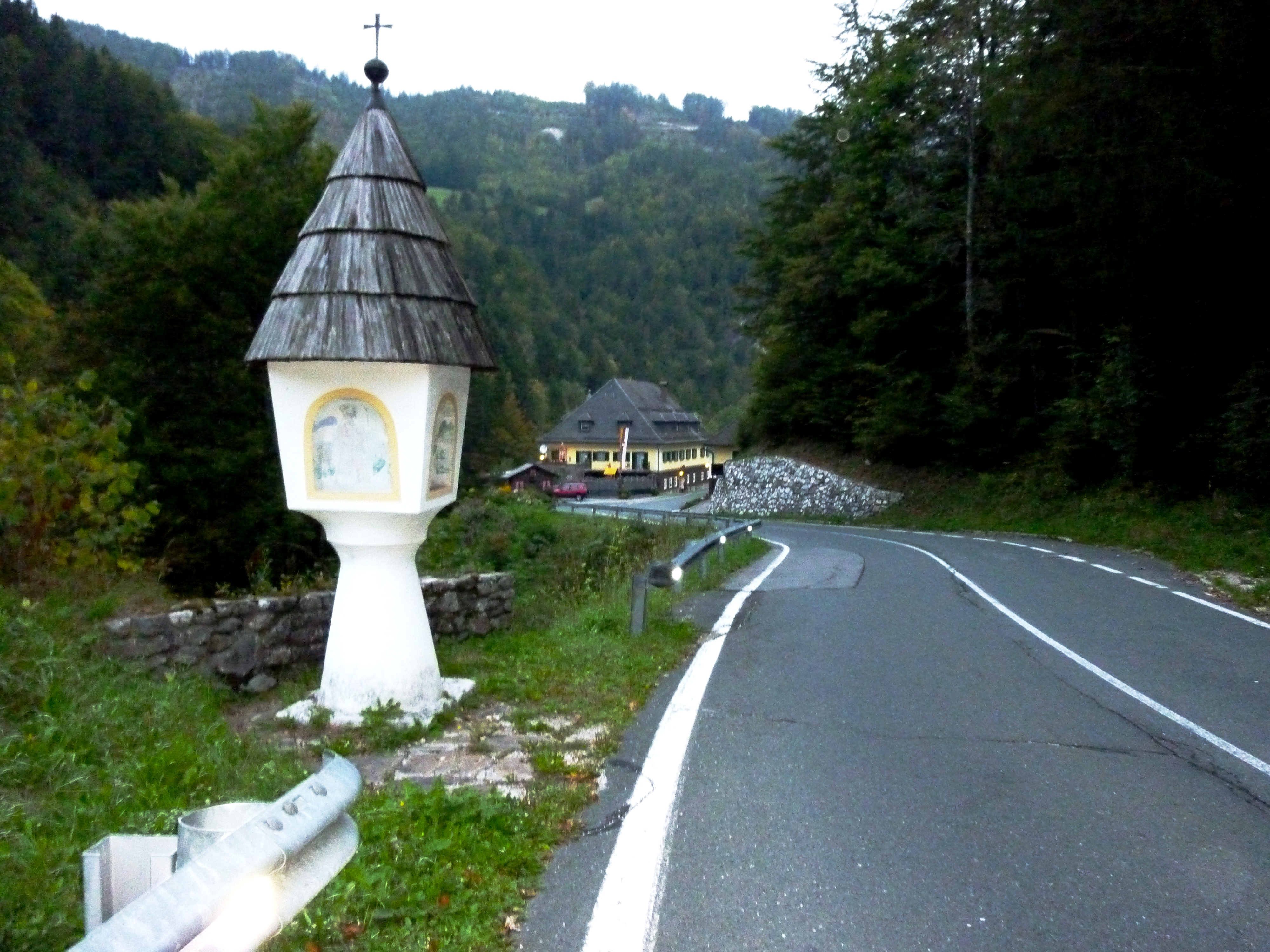
A Loibl-hágóút

## A Loibl-hágó
A hágó előtt az út kettéválik. (A főútvonal az 1600 m hosszú Loibl-alagútba (Loibl-Tunnel) fut be, 1070 méter magasan. Az utat 1963-ban építették.) A régi út – a tulajdonképpeni hágó-út – balra kanyarodik. A sziklába vágott Loiblpasst – szlovénül Ljubelj – éri el, 1366 méter magasan. A szűk átjáró Ljubljana (Laibach) felé vezet. A hágó tetején két kőpiramis, mint emlékoszlop figyelmeztet az átjáró történetére: a rómaiak által használt keskeny átjárót a 16. és 18. században szélesítették ki (az 1720-as években építették meg mai formájára).
A Loibl-hágó évszázadok óta az egyik legfontosabb átjáró volt a Karavankákon, azonban a Loibl-alagút („Karawankentunnel”) üzembe helyezése óta elveszítette jelentőségét. Jelenleg 3,5 tonnát meghaladó összsúlyú és utánfutós gépjárművek nem használhatják.

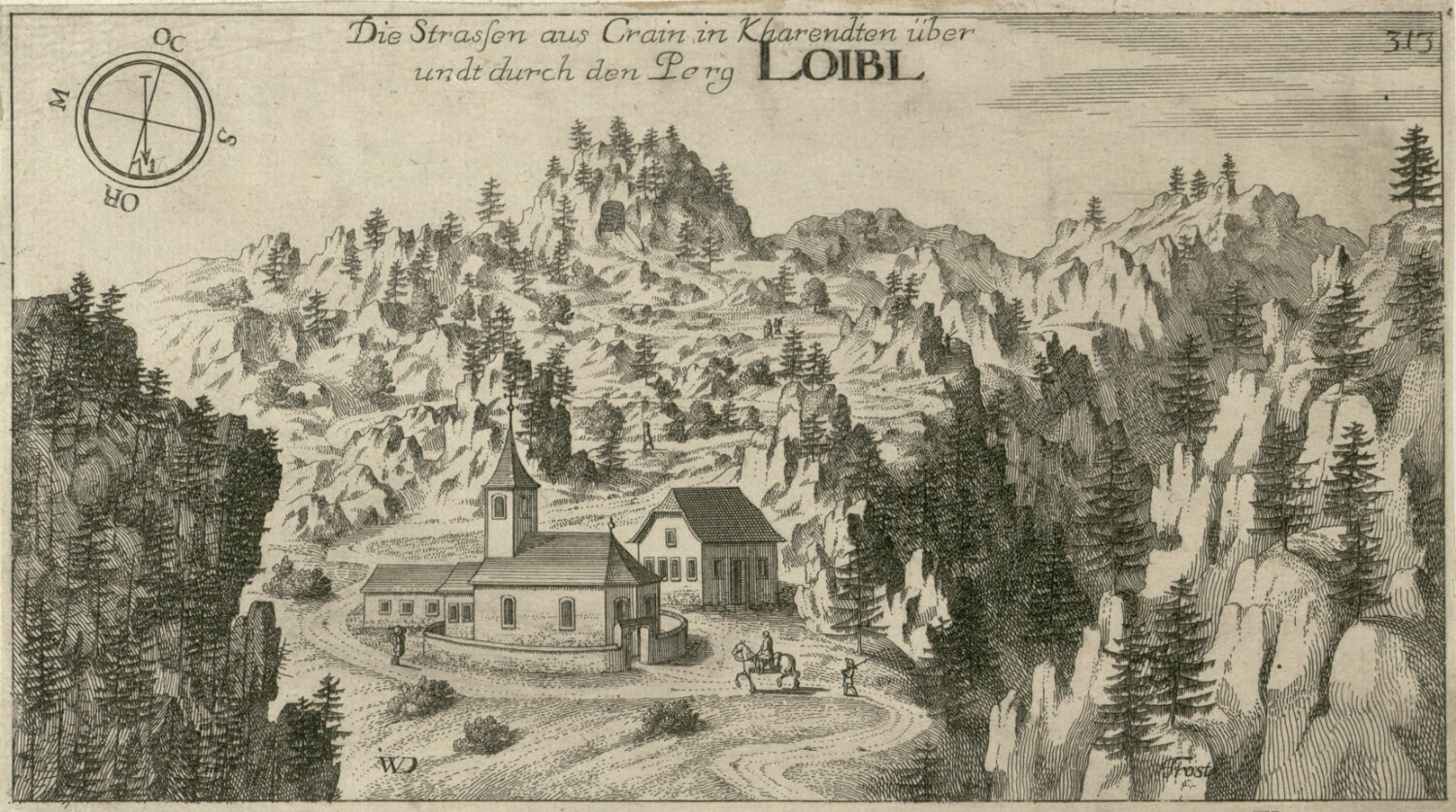
Loibl-hágó: az első alagúttal (1689)

### Története
A Karavankáknak ezen a részén már a római korban volt átjáró út, Virunum (Noricum fővárosa) és Emona (Ljubljana) között. A hágó karintiai oldalán két oltár régészeti leletei is erre utalnak. Mindkettő Belestis istennő tiszteletére létesült. (Az egyik kissé távolabb, a Leonhard-templom közelében, a másik az unterloibli plébániánál.) A római kor elmúltával megszűnt az út jelentősége és el is felejtették. Aztán, amikor a 12. században Aquileiai Berthold a Loibl-völgyben megalapította a Viktringia kolostort, Loiblban egy kórházat is létesítettek. A hágóutat pedig, körülbelül 1488-ig, szintén a kolostor tartotta fenn. Ettől kezdve ezt a feladatot az uralkodó Hollenburg-dinasztia vette át.
A „Saumpfad-Trasse” (málhás út): Az egész középkor idején használatban volt, amelyet aztán egy széles térségekre kiható áramlat 1560-tól megváltoztatott, amikor is a felnövekvő Klagenfurt megfelelő közlekedési kapcsolatot keresett a tengerparti Trieszt kikötőjével. Ennek az útnak a kialakítása 20.000 guldenbe került és építése még a megerőltetett ütemben is húsz évet vett igénybe. 1573-ra az útvonal karintiai szakasza elkészült. Ekkor két vámhelyet alakítottak ki, az egyiket Unterloiblban, a másikat Kis-Loiblban, továbbá a Teufelsbrückét, ami az utat igencsak lerövidítette. Ugyancsak volt ebben az időben először egy rövidke alagút is a hágónál, amit sziklaomlás-veszélye miatt kellett kialakítani akkor, amikor 1728-ban VI. Károly császár át akart kelni a Loibl-hágón. Károly továbbra is szorgalmazta a Loiblstraße vonalán egy szilárd alapú műút megépítését, ami a Bécs és Trieszt közti főútvonal szerepét látta volna el. A mai útvonalvezetés kiépítését a második világháború eseményei indokolták, az építést aztán rabokkal el is végeztették, akik egyébként a Loibl-alagutat is kialakították.

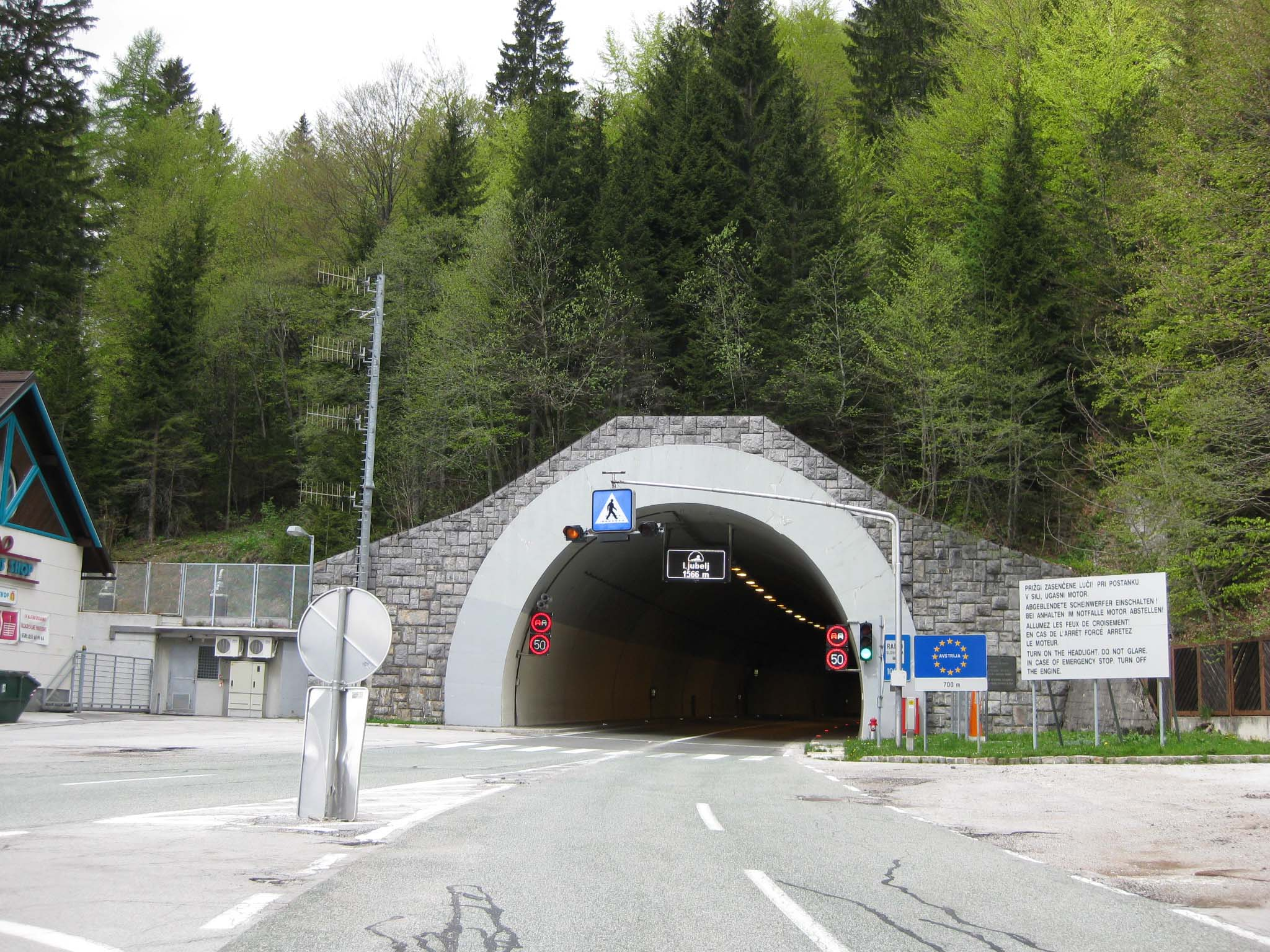
A hágóalagút szlovén oldali bejárata

Loibl-alagút (Loibltunnel): A Loibl-hágónak közlekedéstechnikai szempontból legfontosabb részét az alagút jelenti. Az első alagút-építés 1560-ban 150 méteren történt, közvetlenül a keskeny Karawankenkamm közelében. A maga idejében ez egy különlegesen hosszú alagútnak számított.
A 17. század során - az átkelés további megkönnyítése érdekében - a mai alagút közelében létesítendő alagút építésére készítettek egy újabb tervet. Ennek megvalósításának költségfedezete azonban hiányzott. A régi alagút azonban igen messze esett és ezért 130 méter hosszúságú, 4 méter széles szikla befaragást készítettek. A hágócsúcson két obeliszk található, amelyek az építkezés elvégzése kapcsán VI. Károlyra emlékeztetnek. Egyúttal ezek jelzik az egykori alagúthoz vezető utat is.
1942. szeptemberében Friedrich Rainer, Karintia gauleitere ismertetett egy új Loibl-útvonal tervét, amelynek magját egy 1068 m. tengerszint feletti magasságban, a hegygerinc alatt létesülő 1570 méter hosszú új alagút képezi. Ez megszüntetné a Karavankákon át hiányzó, katonapolitikai szempontból fontos észak-dél-irányú kapcsolathiányt. Ennek érdekében az SS Organisation törvényjavaslatot készített egy Universale Hoch du Tiefbau AG létesítéséről, amely többek között a munkaerő-szükséglet kielégítését a koncentrációs táborokban tartott foglyokban biztosította. 1943. márciusától az új alagút építésén civil munkaerőként mintegy 1652 háborús fogoly és KZ rab dolgozott, embertelen munkakörülménye között. A mauthauseni KZ két különtelepére internálták a kényszermunkásokat, így a Loiblpaass-Südlager St. Anna unter dem Loibl (Sveta Anna Pod Ljubelem), valamint 1943. nyarától, a Windisch Bleiberg település határa mellett létesített Loiblpass-Nordlagerbe. Itt 40 ember pusztult el a kemény munkakörülmények és az állandó kőomlások következtében. A munkakörülmények miatt a foglyok további mintegy 7,5%-át balesetek és betegség miatt a KZ Mauthausenbe szállították vissza, ami emberek százainak a biztos halált jelentette. Egyes rabmunkásokat, akik nem voltak szállítható állapotban, az akkori lágerorvos, Sigbert Ramsauer, benzin-injekciózással ölte meg.
1943. december 4-én sikerült az áttörés. Friedrich Rainer gauleiter több SS-képviselő társaságában szemlét tartott. Pontosan egy évvel később, 1944. december 4-én vették használatba az alagutat az első katonai járművek, mindeddig csak provizóriumként, csak 2x3 méteres profillal, amely fontos forgalmat jelentett a katonai járművek s a háború végéig létfontosságú közlekedési kapcsolatot jelentett katonák és foglyok ezreinek hazatéréséhez.
Az építőtáborok őrei és foglyai: 1945. május 7-én sikerült a mindkét lágerben még életben levő 950 fogoly önfelszabadulása, akik a nap folyamán gyalog vonultak Feistritz am Rosentalba, ahol a partizánok közé álltak. 1947. október 10-én Sigbert Ramsauert egy angol katonai bíróság életfogytiglani fegyházbüntetésre ítélte, azonban már 1954-ben kegyelemben részesült és ezt követően a klagenfurti tartományi kórházban orvosként helyezkedett el. Jakob Winkler és Walter Briezke SS kommendáns főbűnösöket 1947. november 10-én felakasztották.
A hágóút a hidegháború idején: Amikor Jugoszlávia a kommunista tábor tagjává vált, legelőször is a határátkelést megszüntették. 1950-től a régi határátkelő hely ismét járhatóvá vált, a Loibl-alagút egy további kiépítése és a Loiblpassbundesstraße megújulása 1960-ig megtörtént. Aztán az alagútcsövek kibővültek. 1966 óta a közlekedés kétsávos, amit az adaptált alagútszelvény lehetővé tesz. Hivatalos átadása 1967. július 1-jén volt. A régi hágóút a Loiblpass-Straße forgalomba helyezése óta járműforgalmat nem bonyolít. A gyalogos határátlépés azonban lehetséges.

## A hágó útjának szlovén szakasza
Az alagútépítés során elkövetett törvénytelenségek és a Nemzetiszocialista időszak áldozataira emlékeztetés: az osztrák oldalon két kivilágítatlan kőtábla emlékeztet az alagútbejárat jobb oldali portálján. Ugyanígy a szlovén oldalon is.
A szlovén oldalon, jó egy kilométernyire az országhatártól, az út jobb oldalán egy hatásos emlékmű és az átellenes oldalon emlékeztetőtábla azon a helyen, ahol a déli tábor állt. A tábor épületmaradványait a helyszínen archiválták.

### Térképek
- ADAC Auto Atlas Europa 2004/2005. – ISBN 3-8264-1374-1
- Freitag-Berndt: Tirol / Vorarlberg 2005. – M: 1:200 000
- Freitag-Berndt: Wander- Rad- und Freizeitkarte WK 022 – ISBN 978-3-85084-703-2
- Freitag-Berndt: Freizeitführer WK 022 – ISBN 978-3-85084-703-2
- Editori Tabacco: Dolomiti Tirolo 2005 M = 500 000 – ISBN 978 8883 150 531
- Freitag-Berndt: Osttirol / Kärnten 2005. – M: 1:200 000
- Freitag-Berndt: Svájc 2005. M = 1: 450 000